# 고시미치 소타
고시미치 소타(일본어: 越道 草太, 2004년 4월 3일~)는 일본의 축구 선수이다.

## 구단 경력
그는 2023년 J1리그의 산프레체 히로시마에 입단했다. 2023년 J1리그 3위, 2024년 J1리그 2위.